# Oleschnyk
Oleschnyk (ukrainisch Олешник; russisch Олешник Oleschnik, slowakisch Olešník, Egreš, ungarisch Szőllősegres) ist ein Dorf in der ukrainischen Oblast Transkarpatien mit etwa 4700 Einwohnern.

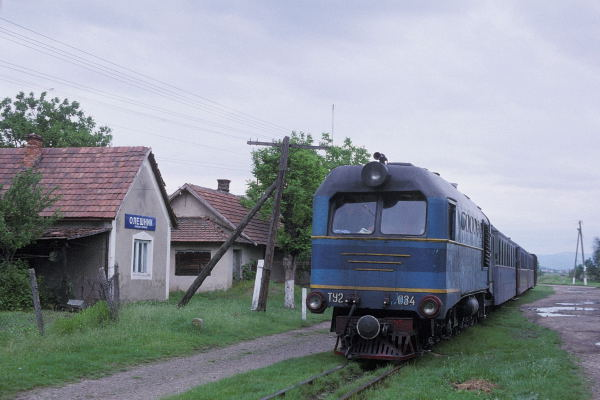
ТУ2-034 mit Personenzug an der Bahnstation der Borschawatalbahn in Oleschnyk (2007)

Das 1284 erstmals erwähnte Dorf liegt in der Karpatoukraine und teilt deren Geschichte.
Oleschnyk besitzt eine Bahnstation an der Borschawatalbahn und befindet sich im Grenzgebiet zu Rumänien und Ungarn. 3 km südlich von Oleschnyk verläuft bei Pidwynohradiw die Fernstraße M 23 und das Rajonzentrum Wynohradiw liegt 6 km südöstlich der Ortschaft.
Am 12. Juni 2020 wurde das Dorf ein Teil neu gegründeten Stadtgemeinde Wynohradiw im Rajon Berehowe; bis dahin bildete es die Landratsgemeinde Oleschnyk (Олешницька сільська рада/Oleschnyzka silska rada) im Rajon Wynohradiw.